# Xysticus funestus
Xysticus funestus là một loài nhện trong họ Thomisidae.
Loài này thuộc chi Xysticus. Xysticus funestus được Eugen von Keyserling miêu tả năm 1880.